# Тур де Франс 2024.
Тур де Франс 2024. било је 111. издање етапне бициклистичке трке, једне од три гранд тур трке — Тур де Франса. Старт трке био је 29. јуна 2024. у Фиренци, што је био први пут у историји да је Тур стартовао у Италији. Последња етапа је вожена 21. јула у Ници, због одржавања Олимпијских игара 2024. у Паризу, што је био први пут у историји да последња етапа није вожена у Паризу, први пут од 1975. да циљ није био на Јелисејским пољима, као и први пут од 1989. да је на последњој етапи вожен хронометар.
Укупна дужина трке износила је 3.498 km. Вожена је 21 етапа, уз два дана одмора, након девете и након етапе 15. Етапе су биле класификоване као осам равних, четири брдске, седам планинских и два хронометра. Ишло се кроз три од пет планинских масива у Француској: Пиринеје, Централни масив и Алпе, као и кроз Апенине у Италији; вожено је укупно 67 успона, од чега 6 екстра категорије укључујући Кол ди Турмале и Кол ди Галибије, 10 прве категорије, 11 друге, 19 треће и 21 четврте категорије, а нису вожени успони Алп д’Иез, Кол д’Изоар, Мон Ванту, Гран Коломбје и Кол д’Обиск. Највиша тачка био је успон Кол де ла Боне са 2.802 m надморске висине, док је Сестријере био најдужи успон са 39,2 km. Укупно је циљ пет етапа био на успону, од чега двије на успону екстра категорије, двије на успону прве и једна на успону треће категорије.
Највећи фаворити су били Јонас Вингегор који је освојио Тур 2022. и 2023. и Тадеј Погачар који је освојио Тур 2020. и 2021. Поред њих, велики фаворити су били Примож Роглич и Ремко Евенепул, који је дебитовао на трци, а медији су их назвали „велика четворка“. Други фаворити су били Ричард Карапаз, Сајмон Јејтс, Енрик Мас, Адам Јејтс и Давид Году, док је такође дебитовао и Хуан Ајусо. Ромен Барде и Марк Кевендиш су најавили да ће им то бити последњи Тур де Франс, а четвороструки побједник Тура — Крис Фрум, изостављен је из тима. Тадеј Погачар је, након што је освојио Ђиро д’Италију 2024. дошао на Тур са циљем да буду први возач након 1998. који ће освојити Ђиро и Тур исте године, док је Кевендиш дошао са циљем да оствари 35 етапну побједу и сруши рекорд Едија Меркса.
Тур је освојио Погачар шест минута и 17 секунди испред Вингегора, што му је био трећи освојени Тур, а такође постао је осми возач који је освојио Ђиро д’Италију и Тур де Франс исте године, први послије Пантанија 1998. Такође, постао је најмлађи возач у историји који је освојио Тур три пута. Евенепул је завршио на трећем мјесту на свом дебију на трци, а Жоао Алмеида на четвртом, такође на дебију. Бинијам Грмај је освојио класификацију по поенима, поставши први црни афрички неке побједник класификације на Тур де Франсу, Ричард Карапаз је освојио брдску класификацију и награду за најагресивнијег возача, поставши први еквадорски побједник обје класификације, док је Евенепул освојио класификацију за најбољег младог возача, поставши први белгијски побједник класификације. Погачар је остварио шест етапних побједа што је највише на једном Тур де Франсу од стране возача који је освојио трку од 1979. када је Ино остварио седам побједа, као и највише етапних побједа било ког возача од 2009. када је Кевендиш такође остварио шест побједа. Од шест побједа, пет је остварио на брдским етапама и једну на брдском хронометру, чиме је постао први возач послије Барталија 1948. који је на једном Тур де Франсу побиједио на пет брдских етапа, као и први возач након Шарла Пелисјеа 1930. који је побиједио на последње три етапе на трци. Грмај и Јаспер Филипсен су остварили по три етапне побједе, док је Кевендиш остварио једну побједу и поставио рекорд по броју побједа на Тур де Франсу са 35.

## Тимови
На трци су учествовала 22 тима, са по осам возача. Свих 18 ворлд тур тимова имало је аутоматску позивницу и били су обавезни да учествују; два најбоља про тур тима за претходну сезону такође су имали аутоматску позивницу за све ворлд тур трке, док су организатори трке — Amaury Sport Organisation, имали право да додијеле још двије специјалне позивнице.
Године 2019. донесено је правило да најбољи про тур тим у рангирању има загарантовано учешће на свакој ворлд тур трци наредне сезоне, а другопласирани има загарантовано учешће на свим једнодневним ворлд тур тркама. Током 2022. донесено је правило о испадању два најслабија тима из ворлд тура на крају периода бодовања од три године, за период од 2020. до 2022. године, када тимовима истичу трогодишње лиценце, након чега је донесено правило да два најбоља про тур тима имају загарантовано учешће на свим ворлд тур тркама, а трећи на једнодневним тркама током наредне сезоне. Лото—дестини и Израел—премијер тех су били најбољи про тур тимови на крају сезоне 2023. и имали су загарантовано учешће на свим ворлд тур тркама, док је Уно—Х мобилити имао загарантовано учешће на једнодневним ворлд тур тркама. Специјалне позивнице су објављене 18. јануара 2024. године, а добили су их Тотал енержи и Уно—Х мобилити, док су тимови Тудор про сајклинг и Ку 36.5 остали без позивнице.
Од 176 возача, њих 45 возило је Тур по први пут. Међу њима су били Евенепул, Ајусо, Жоао Алмеида, Бен Хили, Дерек Џи, Стивен Вилијамс и Паскал Акерман. Возачи који су наступали долазили су из 27 држава; пет држава је имало преко десет возача: Француска (32), Белгија (28), Шпанија (15), Холандија (14) и Уједињено Краљевство (11). Данска, Њемачка и Италија имали су по осам, Норвешка седам, Аустралија шест, а Словенија пет возача. Белгија је са 28 имала највише возача од 1989. када је учествовало њих 36, а Уједињено Краљевство је са 11 поставило рекорд државе са највише возача на Туру икада. најмлађи возач био је Јоханес Кулсет из из тима Уно Х мобилити, са 20 године и 79 дана, док је најстарији био Јакоб Фуглсанг из Израел—премијер теха, са 39 година и 99 дана, старији 39 дана од Михала Меркева и 60 дана од Кевендиша. Кевендиш је стартовао своју 24 гранд тур трку и 15 Тур де Франс, највише од свих возача који су возили на Туру. Прије почетка трке, Ромен Барде, који је освојио класификацију за најбољег младог возача и завршио је Тур на другом мјесту најавио је да вози Тур де Франс по последњи пут, а то исто је објавио и Кевендиш. Од тимова, Мовистар је возио Тур 42 пут узастопно, а Визма—лејз а бајк 41.
UCI ворлд тур тимови:
| - Алпесин—декунинк - Аркеа—бб хотелс - Астана Казахстан - Бахреин—викторијус - Визма—лејз а бајк - Групама—ФДЈ - Декатлон АГ2Р ла мондијал - ДСМ—фирмениш постнл - ЕФ едукејшон—изипост | - Инеос гренадирс - Интермарше—ванти - Кофидис - Лидл—трек - Мовистар - Ред бул—Бора–ханзго - Судал—Квик-степ - УАЕ тим Емирејтс - Џејко—алула |

UCI про тур тимови:
| - Израел—премијер тех - Лото—дестини | - Тотал енержис - Уно—Х мобилити |

## Фаворити
Највећи фаворити за освајање били су побједник из 2022. и 2023. — Јонас Вингегор и Тадеј Погачар, који је освојио Тур 2020. и 2021. а велики фаворити били су још Примож Роглич и Ремко Евенепул, које су медији назвали „велика четвртка“. Погачар је 2021. освојио испред Вингегора, а Вингегор 2022. и 2023. испред Погачара. Њих двојица никада у каријери нису завршили Тур испод другог мјеста; Погачар је возио четири пута, два пута је освојио и два пута је завршио на другом мјесту, док је Вингегор возио три пута, два је освојио и једном је завршио на другом мјесту, а медији су њихов дуел означили као најбољи у историји Тур де Франса. Прије почетка Тура нису возили заједно ниједну трку, Вингегор је на почетку сезоне освојио О гран камињо и Тирено—Адријатико, а у априлу је пао на Вуелта ал Паис Баско трци, гдје је задобио пробушено плућно крило, као и друге повреде, због чега је морао да се оперише и у болници је провео 12 дана; није возио ниједну трку прије Тура и било је упитно хоће ли уопште возити Тур. Опоравио се на вријеме за почетак трке, али је истакао да не зна који су му циљеви. Поред Вингегора, у тиму је возио и Матео Јоргенсен, који је освојио Париз—Ницу и завршио Критеријум ди Дофине на другом мјесту, док Сеп Кус, побједник Вуелта а Еспање 2023. није возио због ковида 19. Погачар је истакао да му је циљ да 2024. покуша да постане први возач послије Марка Пантанија 1998. који ће освојити Ђиро и Тур исте године, изјавивши да би волио да постигне оно што је Пантани. Њега су подржали медији, који су сматрали да може да освоји обје трке, а такође га је подржао Мигел Индураин, док је Евенепул изјавио да ако постоји неки возач који може да освоји Ђиро и Тур исте године, да је то Погачар. Прије Тура освојио је Страде Бјанке соло нападом на 81 km до циља, Вуелта а Каталуњу, гдје је остварио четири етапне побједе на седам етапа и освојио је брдску и класификацију по поенима, као и Лијеж—Бастоњ—Лијеж нападом на 35 km до циља. У мају је освојио Ђиро д’Италију уз шест етапних побједа и освојену брдску класификацију, а розе мајицу за лидера трке носио је од друге етапе до краја. У тиму су поред њега возили још Адам Јејтс, који је Тур де Франс 2023. завршио на трећем мјесту, Жоао Алмеида који је Ђиро д’Италију 2023. завршио на трећем мјесту и Хуан Ајусо, који је Вуелта а Еспању 2022. завршио на трећем, а 2023. на четвртом мјесту, док су још возили Марк Солер и Павел Сиваков, који су такође гранд тур трке завршили у првих десет. Медији су објавили да је то можда најјачи тим на Тур де Франсу икада, као и да је можда могуће да возачи из тима УАЕ заврше на сва три мјеста на подијуму.
Евенепул је почетком сезоне освојио Волта ао Алгарве и завршио је Париз—Ницу на другом мјесту, након чега је у априлу такође учествовао у паду у коме и Вингегор и морао је да оперише кључну кост. Опоравио се на вријеме да вози Критеријум ди Дофине, гдје је остварио етапну побједу на хронометру и завршио на седмом мјесту у генералном пласману. Евенепул је дебитовао на Туру у петој сезони од почетка професионалне каријере, а његов деби био је најишчекиванији од 2008. када је требало да дебитује Анди Шлек. Поред њега, у тиму је возио и Микел Ланда, који је завршио Тур два пута на четвртом мјесту. Роглич је прије почетка сезоне напустио тим Визма—лејз а бајк и прешао је у тим Бора—ханзгро, како би могао да буде лидер тима на Туру. Почетком сезоне завршио је Париз—Ницу на десетом мјесту у генералном пласману, а у априлу је пао на Вуелти ал Паис Баско, на етапи на којој су пали Вингегор и Евенепул, али није имао прелома и напустио је трку у тимском аутомобилу. Вратио се такмичењу на Критеријуму ди Дофине у јуну, који је освојио осам секунди испред Јоргенсена. У тиму су поред њега возили још Џај Хиндли, који је освојио Ђиро д’Италију 2022. и Александар Власов, који је све три гранд тур трке завршио у првих десет.
Од других возача, највећи фаворит је био Карлос Родригез, који је Тур 2023. завршио на петом мјесту, а поред њега, за тим Инеос гренадирс возио је и Еган Бернал, побједник Тура 2019. као и Герент Томас, побједник Тура 2018. који је 2024. завршио Ђиро д’Италију на трећем мјесту. Остали фаворити били су Енрик Мас, Давид Году, побједник Вуелта а Еспање 2018. Сајмон Јејтс, побједник Ђиро д’Италије 2019. Ричард Карапаз и Феликс Гал. Лидл—трек је предводио Ђулио Чиконе, док је Тео Гејган Харт, који је требало да буде лидер тима, морао да пропусти трку због ковида 19. Лидер тима Бахреин—викторијус био је Сантијаго Буитраго, који је дебитовао на трци, а такође је возио Пељо Билбао, који је 2023. завршио на шестом мјесту. Кофидис је предводио Гијом Мартен, Интермарше Луис Мејнтџенс, Израел—премијер тех Дерек Џи, а ДСМ Барде и Ворен Барги.
Четвороструки побједник Тура — Крис Фрум, који није успио да се врати у форму какву је имао прије пада на Критеријуму ди Дофине 2019. изостављен је из тима Израел—премијер тех. На Туру нису учествовали Данијел Мартинез и Бен о Конор, који су возили Ђиро, Кус и Гејган Харт због ковида 19, Жилијен Алафилип, који није ушао у састав тима, као и Мајкл Вудс, који је одлучио да прескочи трку.
Класификацију по поенима је 2023. освојио Јаспер Филипсен, а 2022. Ваут ван Арт са рекордним бројем бодова. Ван Арт је првобитно планирао да вози Ђиро д’Италију, али је пао на Дварс дор Фландерену и морао је да пропусти Ђиро. Опоравио се на вријеме да вози Тур, али је истакао да је у најгорој форми пред Тур де Франс икада и да нема циљева, док је могућност надметања за зелену мајицу такође зависила и од тима, јер је морао да ради за Вингегора. Филипсен је истакао да му је приоритет у сезони Тур де Франс, етапне побједе и да покуша поново да освоји класификацију по поенима, а заједно са њим возио је и Метју ван дер Пул. Један од фаворита био је и Мадс Педерсен, који је освојио класификацију по поенима на Вуелта а Еспањи 2022. а који је изјавио да су му приоритет етапне побједе али да ће се борити и за класификацију по поенима. За Џејко—алулу су возили Дилан Груневеген и Мајкл Метјуз, који је освојио класификацију по поенима 2017. Декатлон АГ2Р ла Мондијал је предводио Сем Бенет, који је освојио класификацију по поенима 2020. али од тада није возио Тур ниједном, док је у мају 2024. остварио четири етапне побједе на трци Кватре журс де Данкерк. За Интермарше је возио Бинијам Грмај, који је истакао да му је примарни циљ да оствари етапну побједу, док је за Аркеу возио Арно Демар, чији је циљ такође био етапна побједа. Марк Кевендиш је освојио класификацију по поенима 2011. и 2021. али му је циљ био да оствари етапну побједу и сруши рекорд Едија Меркса по броју побједа на Тур де Франсу. Арно де Ли је дебитовао на Туру, а прије старта трке освојио је првенство Белгије у друмској вожњи, гдје је одспринтао Филипсена, Јордија Меуса и Ван Арта. Међу другим потенцијалним фаворитима били су Александер Кристоф који није остварио побједу на Туру од 2020. Брајан Кокар, Фабио Јакобсен, Фил Баухаус, Фернандо Гавириа, Марајн ван ден Берг и Паскал Акерман. Погачар је 2023. завршио на четвртом мјесту у класификацији по поенима, а медији су истакли да може да буде конкурентан ако ниједан спринтер не буде доминирао.
У брдској класификацији највећи фаворити су били углавном возачи који се боре за освајање Тура, јер представљају и најбоље брдаше. Погачар је освојио Тур и брдску класификацију 2020. и 2021. након чега су организатори одлучили да укину правило према којем су се на брдским циљевима који су уједно и циљ етапе додјељивали дупли бодови. И поред тога, Вингегор је освојио Тур и брдску класификацију 2022. седам бодова испред Сајмона Гешкеа, али је 2023. класификацију освојио Чиконе, док су Вингегор и Погачар завршили у првих пет. Чиконе је био највећи фаворит да освоји класификацију другу годину заредом, због тога што на успонима може да остане са групом до краја и може у спринту да осваја бодове. Билбао је завршио Тур 2023. у првих десет у генералном пласману, али је лидер тима 2024. Буитраго и очекивало се да Билбао може да се бори за брдску класификацију. Ромен Барде и Ворен Барги су освојили класификацију по једном, Барде је најавио да вози Тур по последњи пут и очекивало се да ће ићи у бјегове како би остварио побједу или скупљао бодове на успонима. Мејнтџес је био један од фаворита, као и Гал, који је 2023. завршио на другом мјесту у класификацији. Буитраго је дошао на трку са циљем да се бори за генерални пласман, али се сматрало да може да се бори за брдску класификацију уколико изгуби доста времена. Году је био заражен са ковидом 19 прије почетка Тура и сматрало се да неће моћи да се бори за генерални пласман, већ ће вјероватно промијенити фокус и борити се за етапне побједе и брдску класификацију. Сајмон Јејтс је дошао на Тур са циљем да заврши на подијуму, али се сматрало да може да промијени фокус ако изгуби вријеме. Стивен Вилијамс је током сезоне освојио Тур даун андер и Флеш Валон, а на Тур је дошао заједно са Дереком Џијем, са циљем да остваре етапне побједе за тим. Нилсон Паулес је 2023. носио тачкасту мајицу на неколико етапа, али се сматрало да није велики фаворит да освоји класификацију јер не вози добро на највећим успонима. Карапаз је завршио на трећем мјесту на Туру 2021. али је на трку 2024. дошао у лошој форми и сматрало се да ће можда да се бити за брдску класификацију умјесто за генерални пласман. Међу фаворитима су били Гијом Мартен, Тобијас Халанд Јоханесен, Ваут Пулс, Максим ван Гилс и Том Пидкок, а сматрало се да Евенепул може да се бори за класификацију ако испадне из борбе за генерални пласман, као на Вуелта а Еспањи 2023.
Класификацију за најбољег младог возача четири године заредом освојио је Погачар, који је од 2020. до 2023. носио бијелу мајицу на 72 етапе заредом, а због његове доминације су многи тражили промјену правила, тако да конкуренти за класификацију буду само возачи који су тек почели професионалну каријеру или који по први пут возе Тур де Франс. На трци 2024. Погачар више није могао да се такмичи за класификацију и највећи фаворит је био Евенепул, који је освојио класификацију за најбољег младог возача на Вуелта а Еспањи 2022. али се такође очекивало да ако изгуби вријеме у борби за подијум, да ће се вјероватно фокусирати на етапне побједе умјесто на бијелу мајицу. Карлос Родригез је дебитовао 2023. и завршио је на петом мјесту у генералном пласману и на другом у класификацији за најбољег младог возача, док је током 2024. освојио Тур де Романди и завршио Вуелта ал Паис Баско на другом мјесту. Хуан Ајусо је освојио класификацију за најбољег младог возача на Вуелта а Еспањи 2023. као и Вуелта ал Паис Баско трку 2024. али се сматра да можда неће моћи да се такмичи са Родригезом и Евенепулом јер му је примарни циљ да ради за Погачара. Јоргенсен је освојио Париз—Ницу и завршио је Критеријум ди Дофине на другом мјесту, али му је примарни циљ на Туру био да ради за Вингегора па су му давате мање шансе за освајање класификације у односу на Родригеза и Евенепула. Међу фаворитима било су Буитраго, Пидкок и Лени Мартинез, док су од осталих младих возача међу конкурентима за класификацију за најбољег младог возача, којима се нису давале велике шансе, били Тобијас Халанд Јоханесен, Ромен Грегоар, Кевин Вокелен, Ојер Лазкано, Хавијер Ромо, Оскар Онли и Ван Гилс.

## Рута и етапе
У децембру 2022. Кристијан Придом, је гостујући на телевизији RAI објавио да ће Тур де Франс 2024. стартовати у Фиренци. То је био први пут у историји да је Тур стартовао у Италији, са циљем да се обиљежи стота годишњица откако је Отавио Ботекја 1924. освојио Тур, поставши први италијански побједник трке. То је био укупно 26 пут да је Тур стартовао изван Француске. Рута је званично представљена 25. октобра 2023. заједно са рутом за жене, а представљању су присуствовали бројни бициклисти, међу којима су били, Филипсен, Вингегор, Лоте Копецки, Деми Волеринг, Кевендиш, Кокар, Кристоф, Беноа Коснефроа и Валентен Мадуа, док Погачар није присуствовао представљању. Ишло се кроз укупно четири државе, међу којима је био и Сан Марино, који је тако постао 14 држава у историји у којој је вожена етапа Тур де Франса. Такође се ишло кроз седам региона, 30 департмана и 39 градова, од чега се њих 12 по први пут нашло на трци. Сматрало се да рута фаворизује брдаше, са неколико етапа чији је циљ био на успону, као и због чињенице да је прва етапа била најбрдовитија у историји Тура.
Старт прве етапе био је у Фиренци, након чега се ишло кроз Тоскану и Емилију—Ромању. После 30 km по равном, вожен је успон друге категорије Коле де Валико тре Фаги, дуг 12,5 km, са просјечним нагибом од 5,1%. Послије 25 km спуста вожен је успон треће категорије Коле монте деле Форче, а послије десет километара вожен је успон Коте де Карнајо. Послије дугог спуста, у последњих 50 километара вожено је неколико успона, Коле де Барбото, Коте де Сан Лео и Коте де Монтемађо, након чега се ишло спустом у Сан Марино, гдје је вожен успон Коте де Сан Марино, дуг 7,1 km. Врх успона био је на 25 km до циља, одакле се ишло спустом десет километара и по равном последњих 15 km до Риминија гдје је био циљ. Старт друге етапе био је у Чезенатику у округу Форли-Чезена. Првих 70 km вожено је по потпуно равном терену, након чега је вожен успон треће категорије Коте де Монтичино, дуг 2 , са просјечним нагибом од 7,5%. Спустом се ишло у Риоло Терме, гдје је вожен успон Коте де Галистерна, дуг 1,2 , са просјечним нагибом од 12,8%. Са успона се ишло у Имолу, одакле је вожено 30 km по равном и ишло се кроз Оцано дел’Емилију и Сан Лацаро ди Савену, прије него што се дошло до успона Коте де Ботегино ди Цока, у насељу Ботегино ди Цока, дугом 1,9 km, са просјечним нагибом од 6,9%. Послије кратког спуста вожен је успон Коте де Монтемађо, дуг 2,7 , са просјечним нагибом од 7,7%. Након уласка у Болоњу, вожена су два круга дужине 18,3 km, у којима је вожен успон Коте де Сан Лука, дужине 1,9 km, са просјечним нагибом од 10,6%, а након другог преласка преко успона вожен је спуст и последњих 5 km вожено је по равном до циља. Трећа етапа је стартовала у Пјаченци, одакле се ишло долином ријеке По, вожена су три успона четврте категорије, а циљ је био у Торину. Ишло се кроз Тортону, гдје је одата почаст Фаусту Копију, а са 230 km, била је најдужа етапа на трци.
Четврта етапа стартовала је у Пинеролу, одакле се ишло кроз Пероза Арђентину и Кастел дел Боско, а затим преко успона Сестријере до границе Италије и Француске. Након спуста и преласка границе вожен је успон друге категорије Кол де Монженевр, дуг 8,3 km, са просјечним нагибом од 5,9%. Након спуста и дионице по равном, вожен је успон Кол ди Галибије, дуг 23 km са просјечним нагибом од 5,1%. Послије успона вожен је спуст последњих 19 km до циља у Валоару. Пета етапа стартовала је у Сен Жан де Морену, вожена су два брдска циља четврте категорије, од чега је врх последњег био на 35 km до циља, одакле је вожен кратак спуст и по равном до циља у општини Сен Вулба. Шеста етапа стартовала је у Макону, а већ послије осам километара вожен је успон четврте категорије, након чега је рута била потпуно равна а циљ је био у Дижону. На седмој етапи вожен је хронометар дуг 25,3 km од Нуи сен Жоржа до Жевре Шамбертена. Послије десет километара вожен је успон Коте де Реле Верж, који је био дуг 1,5 , са просјечним нагибом од 6,5%, а након званичног успона настављено је да се иде узбрдо још четири километра, након чега је вожен спуст до општине Шамбол Мизињи. Последњих 7 km до циља вожено је по равном. На рути су била три пролазна мјерења времена, први након 8,6 km, други након 14,4 km и трећи након 19,9 km. Осма етапа је стартовала у општини Семи ен Оксоа, у првих 50 km вожена су три успона, два треће и један четврте категорије, послије чега се ишло узбрдо и низбрдо током 40 километара, а затим су вожена два успона четврте категорије дуга око километар, са просјечним нагибом око 8%. Последњих 60 km вожено је углавном по равном, са неколико дионица узбрдо, без категорисаног успона, а циљ је био узбрдо у Коломбе ле Дез Еглизу. Старт и циљ девете етапе су били у Трои, вожено је 14 секција калдрме, који су били дуги укупно 32 km. Послије 45 километара вожен је први сектор калдрме, а затим успон четврте категорије. Шест километара послије успона вожена је друга секција калдрме и други успон четврте категорије, а затим су вожена два сектора калдрме прије трећег успона четврте категорије. Послије десет километара вожена је секција калдрме и успон четврте категорије, након чега су вожене само секције калдрме, последња на 10 km до циља, одакле је до краја вожено по равном.
Послије дана одмора, десета етапа стартовала је у Орлеану, ишло се источно до Вјерзона, затим на југ до Изудина, након чега се ишло на југоисток до Сен Аман Монтрона, гдје је био циљ. Етапа је била дуга 187,3 km, није вожен ниједан успон и била је најравнија на трци, а у последњем километру вожене су три кривине, од којих последња на 500 метара до циља. Етапа 11 је стартовала у Ево ле Бену, који је био домаћин неке етапе Тур де Франса први пут у историји. Првих 80 km је било равно, након чега је вожен брдски циљ четврте категорије Коте де Муију, дуг 1,9 km, са просјечним нагибом од 6,3%. Послије 10 km вожен је брдски циљ треће категорије Коте де Ларод, дуг 3,8 km са просјечним нагибом од 6%, а послије 60 km вожен је успон друге категорије Кол де Нерон, дуг 3,8 , са просјечним нагибом од 9,1%. Послије 6 km  по равном и благом спусту, вожен је успон прве категорије Пиј Мари пас де Пејрол, дуг 5,4 km, са просјечним нагибом од 8,1%, а послије спуста од 10 km, вожен је успон друге категорије Кол де Пертус, дуг 4,4 km, са просјечним нагибом од 7,9%. Послије благог спуста вожен је успон треће категорије Кол де Фонт де Чере, дуг 3,3 km, са просјечним нагибом од 5,8%. Након успона вожен је спуст 3 km до циља у Ле Лиорану. Етапа 12 стартовала је у Оријаку, првих 30 km вожено је узбрдо и низбрдо, без категорисаног успона, а послије 40 km вожен је 10 km дуг спуст и дионица по равном, а затим успон четврте категорије Коте д’Отоар, дуг 2,7 , са просјечним нагибом од 5,9%. Послије 20 километара вожен је други успон четврте категорије, Коте де Рокамадур, дуг 2 , са просјечним нагибом од 5,8%. Трећи и последњи успон четврте категорије, Коте де Монтклера, вожен је на 70 km до циља, одакле је вожено по равном до Вилнев сир Лота гдје је био циљ. Етапа 13 је стартовала у Ажену, а првих 127 km, вожено је по равном, након чега је вожен успон четврте категорије Коте де Бланшон, дуг 1,5 , са просјечним нагибом од 5,9%. Послије 9 km вожен је други успон четврте категорије, Коте де Симакурб, дуг 1,8 km, са просјечним нагибом од 6,4%. Након успона вожен је краћи некатегорисани успон, а затим спуст и по равном до циља у Поу, који је био домаћин циља етапе 63 пут у историји, по чему се у том тренутку налазио на трећем мјесту, иза Париза и Бордоа. Етапа 14 стартовала је у Поу, првих 70 километара вожено је по равном, након чега је вожен успон екстра категорије Кол ди Турмале, дуг 19 km, са просјечним нагибом од 7,4%, а првом возачу преко врха успона додјељивала се награда Сувенир Жак Годе. После успона вожен је спуст дуг 17 km до Кампана, а затим је вожен успон друге категорије Уркет д’Ансизан, дуг 8,2 km, са просјечним нагибом од 5,1%. Послије успона вожен је спуст дуг 10 km и дионица по равном до општине Сен Лари Сулан, гдје је вожен успон екстра категорије Пла д’Аде, дуг 10,6 km, са просјечним нагибом од 7,9%, на којем је био циљ. Етапа 15 вожена је на Дан Бастиље, друга заредом у Пиринејима и сматрана је краљевском етапом. Стартовала је у Луданвелу, а на самом почетку вожен је успон прве категорије Кол де Пејресур, дуг 6,9 km, са просјечним нагибом од 7,8%. Послије дугог спуста и дионице по равном, вожен је успон прве категорије Кол де Менте, дуг 9,3 km, са просјечним нагибом од 9,1%, након чега је вожен спуст дуг 16 km, а затим одмах успон прве категорије Кол де Портет д’Аспет, дуг 4,3 km, са просјечним нагибом од 9,6%. Послије успона вожен је спуст и дионица по равном укупно 60 километара, након чега је вожен четврти успон прве категорије, Кол де Ање, дуг 10 , са просјечним нагибом од 8,2%, а затим и некатегорисани успон Порт де Лерс, дуг 3,5 km, са просјечним нагибом од 6,5%. Са успона је вожен спуст, а затим дионица од 20 километара по равном, прије него што је почео да се вози успон екстра категорије Плато де Беј, дуг 15,8 km, са просјечним нагибом од 7,9%, на којем је био циљ. На успону су побједе остваривали Марко Пантани, Ленс Армстронг и Алберто Контадор, који су тих година и освојили трку.
Након другог дана одмора, етапа 16 је стартовала у Гројсану, ишло се кроз Епондејан, Абејан, Алињан ди Ван, Беларгу и Жињак, а послије 103 km вожен је успон четврте категорије Коте де Фамбету, дуг 1,2 , са просјечним нагибом од 5%. До краја је вожено по равном до Нима, а етапа је описана као последња спринтерска на трци. Етапа 17 стартовала је у Сен Пол Троа Шатоу, ишло се кроз Тулет, Сен Морис сир Ејг, Нионс и Обр, а послије 70 километара вожен је некатегорисани успон, након чега је настављено да се иде по равном и благо узбрдо. Послије 140 km вожен је успон друге категорије, Кол Бајар, дуг 6,8 km, са просјечним нагибом од 7,3%, који је први успон на етапи. Послије успона вожен је спуст дуг 10 km до Ла Фаре ан Шампсоа, а затим је вожен некатегорисани успон дуг 1,4 km и дионица по равном прије успона прве категорије Кол ди Нојер, који је био дуг 7,5 km, са просјечним нагибом од 8,1%. Врх успона је био на 11,7 km до циља, послије чега је вожен спуст дуг 7,9 km до Сент Етјен ан Деволија, а затим је до циља вожен успон треће категорије Коте де Супердеволи, дуг 3,8 , са просјечним нагибом од 5,9%. Успон се возио на Тур де Франсу по први пут у историји. Етапа 18 стартовала је Гапу, ишло се кроз Ла Фрејсинуз и Ла Рош де Арно, гдје је првих 17 километара вожено по равном и низбрдо, а затим је вожен успон треће категорије Кол ди Фестре, који је дуг 13,8 km, али је категорисани дио био 3,9 km, са просјечним нагибом од 6,3%. Послије успона вожен је спуст дуг 20 km, а затим одмах други успон треће категорије, Коте де Корп, дуг 2,1 km, са просјечним нагибом од 7,2%. Ишло се низбрдо и по равном, а затим преко некатегорисаног успона до Сен Боне ан Шамсоа, гдје је био пролазни циљ. Послије 20 километара по равном, вожен је трећи успон треће категорије, Кол де Манс, дуг 5,1 km, са просјечним нагибом од 5,6%, а послије спуста од 15 km вожен је успон треће категорије Коте де Сен Аполинер, дуг 7 km, са просјечним нагибом од 5,5%. Послије успона вожен је спуст дуг 10 km, а одмах затим успон треће категорије Коте де Демоасел Коифе, дуг 3,6 km, са просјечним нагибом од 5,4%. Врх успона био је на 36 km до циља, послије чега је вожен спуст до ријеке Убаје, дионица по равном и некатегорисани успон дуг 2,7 km, а затим је настављено да се вози благо узбрдо до 5 km до циља, одакле је вожено по равном до циља у Барселонету. Етапа 19 стартовала је у Ембруну, првих 20 километара вожено је по равном, а пролазило се кроз Шатору, Сен Клемен сир Диранс и Гиљестре, гдје је био пролазни циљ, а затим је вожен успон екстра категорије Кол ди Варс, дуг 18,8 km, са просјечним нагибом од 5,7%. Послије успона вожен је спуст дуг скоро 20 km и кратка дионица по равном, након чега је вожен други успон екстра категорије, Чиме де ла Боне, дуг 22,9 km, са просјечним нагибом од 6,9%. Послије успона вожен је спуст дуг 40 km, са кратком дионицом узбрдо у Сент Етјен де Тинеу на половини спуста. Послије спуста је одмах вожен успон прве категорије Изола 2000, дуг 16,1 km, са просјечним нагибом од 7,1%, на којем је и био циљ. Успон је претходно био циљ неке етапе на Тур де Франсу само једном, када је 1993. Тони Ромингер побиједио Индураина у спринту. Етапа 20 била је дуга 132,8 km и била је најкраћа етапа на трци, изузев хронометара. Стартовала је у Ници, а већ послије пет километара вожен је некатегорисани успон, а послије 15 километара вожен је успон друге категорије Кол де Брос, дуг 10 , са просјечним нагибом од 6,6%. Послије успона вожен је спуст дуг 10 km, а затим одмах успон прве категорије Кол де Турини, дуг 20,7 km, са просјечним нагибом од 5,7%. Послије успона вожен је спуст дуг скоро 20 km, који је пролазио кроз Болен Везиби до Рокбијера, одакле је вожена дионица по равном, а затим је вожен успон прве категоријеКол де ла Колмен, који је био дуг 20 km, али је категорисани дио био само 7,5 km, са просјечним нагибом од 7,1%, иако је свих 20 километара вожено узбрдо. Послије успона вожен је спуст дуг око 15 километара до долине, ишло се кроз Сен Совер сир Тине, након чега је вожен успон прве категорије Кол де ла Кујол, дуг 15,7 km, са просјечним нагибом од 7,1%, на којем је био циљ. На последњој, етапи 21, вожен је хронометар дуг 33,7 km, који је стартовао у Монаку, ишло се према Италији, али је послије 3 километра направљен заокрет од 180% и скренуло се на успон друге категорије Ла Тирбе, дуг 8,1 km, са просјечним нагибом од 5,6%. На врху успона је било прво пролазно мјерење времена, вожено је километар по равном, а затим спуст 3 километра до Еза, одакле почиње успон Кол д’Ез, дуг 1,6 km, са просјечним нагибом од 8,1%. На врху успона је друго пролазно мјерење времена, вожено је два километра по равном, а затим спуст дуг 10 километара до Нице, гдје је било треће пролазно мјерење времена, након 28,6 km. Вожено је шеталиштем Променаде де Англес, након чега је направљен заокрет за 180 степени, до центра града и авеније Жан Медечин, гдје је био циљ. Традиционално је последња етапа вожена на Јелисејским пољима, гдје се прослављао крај Тура и славила побједа, али је последња етапа 2024. помјерена из Париза због одржавања Олимпијских игара. То је био први пут у историји да циљ последње етапе није био у Паризу, први пут од 1975. да циљ није био на Јелисејским пољима, као и први пут од 1989. да је на последњој етапи вожен хронометар. На хронометру на последњој етапи 1989. Грег Лемонд је надокнадио заостатак од 50 секунди у односу на Лорана Фињона и освојио је Тур осам секунди испред.
| Етапа  | Датум   | Рута                                    | Дистанца   | Тип        | Тип                     | Побједник         | Реф.       |
| ------ | ------- | --------------------------------------- | ---------- | ---------- | ----------------------- | ----------------- | ---------- |
| 1.     | 29. јун | Фиренца (Италија) — Римини (Италија)    | 206        |            | Брдска етапа            | Ромен Барде       | [ 142 ]    |
| 2.     | 30. јун | Чезенатико (Италија) — Болоња (Италија) | 199,2      |            | Брдска етапа            | Кевин Вокелен     | [ 143 ]    |
| 3.     | 1. јул  | Пјаченца (Италија) — Торино (Италија)   | 230,8      |            | Равна етапа             | Бинијам Грмај     | [ 144 ]    |
| 4.     | 2. јул  | Пинероло (Италија) — Валоар             | 139,6      |            | Планинска етапа         | Тадеј Погачар     | [ 145 ]    |
| 5.     | 3. јул  | Сен Жан де Морен — Сен Вулба            | 177,4      |            | Равна етапа             | Марк Кевендиш     | [ 146 ]    |
| 6.     | 4. јул  | Макон — Дижон                           | 163,5      |            | Равна етапа             | Дилан Груневеген  | [ 147 ]    |
| 7.     | 5. јул  | Нуи сен Жорж — Жевре Шамбертен          | 25,3       |            | Индивидуални хронометар | Ремко Евенепул    | [ 148 ]    |
| 8.     | 6. јул  | Семи ен Оксоа — Коломбе ле Дез Еглиз    | 183,4      |            | Равна етапа             | Бинијам Грмај     | [ 149 ]    |
| 9.     | 7. јул  | Троа — Троа                             | 199        |            | Брдска етапа            | Ентони Тиржис     | [ 150 ]    |
|        | 8. јул  | Орлеан                                  | Дан одмора | Дан одмора | Дан одмора              | Дан одмора        | Дан одмора |
| 10.    | 9. јул  | Орлеан — Сен Аман Монтрон               | 187,3      |            | Равна етапа             | Јаспер Филипсен   | [ 151 ]    |
| 11.    | 10. јул | Ево ле Бен — Ле Лиоран                  | 211        |            | Планинска етапа         | Јонас Вингегор    | [ 152 ]    |
| 12.    | 11. јул | Оријак — Вилнев сир Лот                 | 203,6      |            | Равна етапа             | Бинијам Грмај     | [ 153 ]    |
| 13.    | 12. јул | Ажен — По                               | 165,3      |            | Равна етапа             | Јаспер Филипсен   | [ 154 ]    |
| 14.    | 13. јул | По — Сен Лари Сулан (Пла д’Аде)         | 151,9      |            | Планинска етапа         | Тадеј Погачар     | [ 155 ]    |
| 15.    | 14. јул | Луданвел — Плато де Беј                 | 197,7      |            | Планинска етапа         | Тадеј Погачар     | [ 156 ]    |
|        | 15. јул | Гројсан                                 | Дан одмора | Дан одмора | Дан одмора              | Дан одмора        | Дан одмора |
| 16.    | 16. јул | Гројсан — Ним                           | 188,6      |            | Равна етапа             | Јаспер Филипсен   | [ 157 ]    |
| 17.    | 17. јул | Сен Пол Троа Шато — Супердеволи         | 177,8      |            | Планинска етапа         | Ричард Карапаз    | [ 158 ]    |
| 18.    | 18. јул | Гап — Барселонет                        | 179,5      |            | Брдска етапа            | Виктор Кампенартс | [ 159 ]    |
| 19.    | 19. јул | Ембрун — Изола 2000                     | 144,6      |            | Планинска етапа         | Тадеј Погачар     | [ 160 ]    |
| 20.    | 20. јул | Ница — Кол де ла Кујол                  | 132,8      |            | Планинска етапа         | Тадеј Погачар     | [ 161 ]    |
| 21.    | 21. јул | Монако — Ница                           | 33,7       |            | Индивидуални хронометар | Тадеј Погачар     | [ 162 ]    |
| Укупно | Укупно  | Укупно                                  | 3.498      | 3.498      | 3.498                   | 3.498             | 3.498      |

## Класификације
На Тур де Франсу, као и на друге двије гранд тур трке, додјељују се четири различите мајице — за четири класификације, а поред четири главне, постоје још двије класификације за које се не додјељују мајице већ су бројеви возача које носе друге боје како би се разликовали од осталих.
- Прва и најважнија класификација био је генерални пласман; побједник генералног пласмана је и побједник Тура. Пласман се рачунао тако што се на времена возача остварена на првој етапи, додају времена остварена на свакој наредној.[163] Три првопласирана возача на свакој етапи добијали су временску бонификацију од 10, 6 и 4 секунде; такође, на четири етапе, на одређеним брдским циљевима додјељивале су се секунде бонификације за прву тројицу возача, 8, 5 и 2 секунде.[164] Возач са најмањим укупним временом је лидер генералног пласмана и побједник Тура на крају трке.[163] Лидер генералног пласмана током трке носи жуту мајицу.[165] У случају да два или више возача имају исто вријеме, рачунају се стотинке остварене на хронометрима, а ако су возачи били изједначени и послије тога, рачунају се позиције на свакој етапи, а уколико су и даље изједначи, побједник је возач који заврши на бољој позицији на последњој етапи.[166]
- Једна од другостепених класификација била је класификација по поенима. Возачи су добијали поене на свакој етапи, док је број поена који се додјељивао зависио од типа етапе.[165]

- - на равним етапама добијало се највише поена, да би се пружила већа шанса спринтерима, а поене је добијало првих 15 возача: 50, 30, 20, 18, 16, 14, 12, 10, 8, 7, 6, 5, 4, 3, 2;[167]
  - На средње тешким брдским етапама разлика између поена је била мања, јер се очекивало да у борби буду возачи којима класификација по поенима није примарни циљ: 30, 25, 22, 19, 17, 15, 13, 11, 9, 7, 6, 5, 4, 3, 2;[167]
  - Број поена који се додјељивао на тешким брдским етапама, хронометрима и пролазним циљевима на свакој етапи су били исти: 20, 17, 15, 13, 11, 10, 9, 8, 7, 6, 5, 4, 3, 2, 1.[167] Лидер класификације по поенима од 2023. носи тамно зелену мајицу због захтјева спонзора,[165] док је до 2023. носио зелену мајицу.[168] Уколико су возачи изједначи по броју бодова побједник је возач са више етапних побједа, а ако су изједначени и по томе, побједник је возач који је побиједио на више пролазних циљева, а ако су изједначени и након тога, побједник је возач који је боље пласиран у генералном пласману.[166] У случају да возач заврши ван временског лимита, али му буде дозвољено да остане у трци, бришу му се сви бодови које је освојио у класификацији.[165]
- Једна од другостепених класификација била је и брдска класификација, за коју су се поени додјељивали првим возачима који пређу преко означених успона. Успони су били категоризовани у пет категорија, а при категоризацији организатори су рачунали дужину, просјечни нагиб и друге аспекте.[169] Од најтеже до најлакше, категорије су класификоване као:
  - Екстра категорија: на успонима екстра категорије поене је добијало десет првопласираних возача (25, 20, 16, 14, 12, 10, 8, 6, 4, 2);[165]
  - Прва категорија: на успонима прве категорије поене је добијало шест првопласираних возача (10, 8, 6, 4, 2, 1);[169]
  - Друга категорија: на успонима друге категорије поене су добијала четири првопласирана возача (5, 3, 2, 1);[165]
  - Трећа категорија: на успонима треће категорије поене су добијала само прва двојица преко успона (2, 1);[169]
  - Четврта категорија: на успонима четврте категорије додјељивао се само један поен за првог возача преко успона.[165] Лидер брдске класификације је носио тачкасту мајицу током трке (бијела мајица са црвеним тачкицама).[165] На успону са највећом надморском висином додјељивали су се дупли бодови, а на трци 2024. то је био успон Чиме де ла Боне, који је вожен на етапи 19.[166] Уколико су возачи изједначи по броју бодова, побједник је возач са више првих мјеста на успонима екстра категорије, а ако су изједначени и по томе, рачуна се број првих мјеста на успонима прве категорије, а затим на успонима друге, треће и четврте категорије, а ако су изједначени на свим успонима, побједник је возач који је боље пласиран у генералном пласману.[166] У случају да возач заврши ван временског лимита, али му буде дозвољено да остане у трци, бришу му се сви бодови које је освојио у класификацији.[165]
- Четврта мајица која се додјељивала је за најбољег младог возача. Лидер се одлучивао по оствареном времену, исто као и за генерални пласман.[169] Такмичили су се само возачи млађи од 26 година, односно на трци 2024. сви возачи који су били рођени послије 1. јануара 1999.[165] Лидер је носио бијелу мајицу током трке.[168][165]

- Последња класификација је била тимска класификација, која се рачунала тако што су се сабирала времена прва три возача из сваког тима, на свакој етапи посебно; времена су се додавала на претходна и сабирала се, а лидер је био тим са најмањим временом.[165] У случају истог времена два или више тимова, побједника би одлучивао број етапних побједа, након чега би се гледао број других мјеста, а уколико би били изједначени по свему, одлучио би пласман возача тих тимова у генералном пласману.[167][165] Возачи који возе за водећи тим носе жуте бројеве на мајицама и жуте кациге.[170] Уколико тим остане на трци са мање од три возача, брише се из тимске класификације.[166]

Поред главних класификација, постоје мање класификације и награде. Награда за најагресивнијег возача додјељује се након сваке етапе возачу који се, по мишљењу судија, највише трудио и показао најбоље квалитете спортисте. Награда за најагресивнијег возача се не додјељује на хронометрима и последњој етапи. Добитник награде на наредној етапи носи златни број на жутој позадини. До 2023. најагресивнији возач је носио црвени број на полеђини дреса, али је 2023. промијењен на захтјев новог спонзора награде. На крају Тура, судије бирају најагресивнијег возача цијеле трке, коме се додјељује признање и новчана награда. Награда Сувенир Анри Дегранж додијељена је возачу који је прошао први преко успона Кол ди Галибије, а награда Сувенир Жак Годе додијељена је возачу који је прешао први преко успона Кол ди Турмале.
| Етапа | Побједник         | Генерални пласман · | Класификација по поенима · | Брдска класификација · | Најбољи млади возач · | Тимска класификација | Најагресивнији возач     |
| ----- | ----------------- | ------------------- | -------------------------- | ---------------------- | --------------------- | -------------------- | ------------------------ |
| 1.    | Ромен Барде       | Ромен Барде         | Френк ван дер Брук         | Јонас Абрахамсен       | Френк ван дер Брук    | ДСМ—фирмениш постнл  | Френк ван дер Брук       |
| 2.    | Кевин Вокелен     | Тадеј Погачар       | Јонас Абрахамсен           | Јонас Абрахамсен       | Ремко Евенепул        | Мовистар             | Јонас Абрахамсен         |
| 3.    | Бинијам Грмај     | Ричард Карапаз      | Јонас Абрахамсен           | Јонас Абрахамсен       | Ремко Евенепул        | Мовистар             | Фабијен Греје            |
| 4.    | Тадеј Погачар     | Тадеј Погачар       | Јонас Абрахамсен           | Јонас Абрахамсен       | Ремко Евенепул        | УАЕ тим Емирејтс     | Ојер Лазкано             |
| 5.    | Марк Кевендиш     | Тадеј Погачар       | Бинијам Грмај              | Јонас Абрахамсен       | Ремко Евенепул        | УАЕ тим Емирејтс     | Клемен Русо              |
| 6.    | Дилан Груневеген  | Тадеј Погачар       | Бинијам Грмај              | Јонас Абрахамсен       | Ремко Евенепул        | УАЕ тим Емирејтс     | Мадс Педерсен            |
| 7.    | Ремко Евенепул    | Тадеј Погачар       | Бинијам Грмај              | Јонас Абрахамсен       | Ремко Евенепул        | УАЕ тим Емирејтс     | Није додијељена          |
| 8.    | Бинијам Грмај     | Тадеј Погачар       | Бинијам Грмај              | Јонас Абрахамсен       | Ремко Евенепул        | УАЕ тим Емирејтс     | Јонас Абрахамсен         |
| 9.    | Ентони Тиржис     | Тадеј Погачар       | Бинијам Грмај              | Јонас Абрахамсен       | Ремко Евенепул        | УАЕ тим Емирејтс     | Јаспер Стојвен           |
| 10.   | Јаспер Филипсен   | Тадеј Погачар       | Бинијам Грмај              | Јонас Абрахамсен       | Ремко Евенепул        | УАЕ тим Емирејтс     | Кобе Госенс              |
| 11.   | Јонас Вингегор    | Тадеј Погачар       | Бинијам Грмај              | Тадеј Погачар          | Ремко Евенепул        | УАЕ тим Емирејтс     | Тадеј Погачар            |
| 12.   | Бинијам Грмај     | Тадеј Погачар       | Бинијам Грмај              | Тадеј Погачар          | Ремко Евенепул        | УАЕ тим Емирејтс     | Квентин Паше             |
| 13.   | Јаспер Филипсен   | Тадеј Погачар       | Бинијам Грмај              | Тадеј Погачар          | Ремко Евенепул        | УАЕ тим Емирејтс     | Магнус Корт Нилсен       |
| 14.   | Тадеј Погачар     | Тадеј Погачар       | Бинијам Грмај              | Тадеј Погачар          | Ремко Евенепул        | УАЕ тим Емирејтс     | Бен Хили                 |
| 15.   | Тадеј Погачар     | Тадеј Погачар       | Бинијам Грмај              | Тадеј Погачар          | Ремко Евенепул        | УАЕ тим Емирејтс     | Ричард Карапаз           |
| 16.   | Јаспер Филипсен   | Тадеј Погачар       | Бинијам Грмај              | Тадеј Погачар          | Ремко Евенепул        | УАЕ тим Емирејтс     | Томас Гашињар            |
| 17.   | Ричард Карапаз    | Тадеј Погачар       | Бинијам Грмај              | Тадеј Погачар          | Ремко Евенепул        | УАЕ тим Емирејтс     | Ромен Грегоар            |
| 18.   | Виктор Кампенартс | Тадеј Погачар       | Бинијам Грмај              | Тадеј Погачар          | Ремко Евенепул        | УАЕ тим Емирејтс     | Тобијас Халанд Јоханесен |
| 19.   | Тадеј Погачар     | Тадеј Погачар       | Бинијам Грмај              | Ричард Карапаз         | Ремко Евенепул        | УАЕ тим Емирејтс     | Ричард Карапаз           |
| 20.   | Тадеј Погачар     | Тадеј Погачар       | Бинијам Грмај              | Ричард Карапаз         | Ремко Евенепул        | УАЕ тим Емирејтс     | Енрик Мас                |
| 21.   | Тадеј Погачар     | Тадеј Погачар       | Бинијам Грмај              | Ричард Карапаз         | Ремко Евенепул        | УАЕ тим Емирејтс     | Није додијељена          |
| Крај  | Крај              | Тадеј Погачар       | Бинијам Грмај              | Ричард Карапаз         | Ремко Евенепул        | УАЕ тим Емирејтс     | Ричард Карапаз           |

- На другој етапи, Максим ван Гилс, који је био другопласирани у класификацији за најбољег младог возача, носио је бијелу мајицу за лидера класификације јер је првопласирани Френк ван ден Брук носио зелену мајицу за лидера класификације по поенима.[175]
- На трећој и четвртој етапи, Валентен Мадуа, који је био другопласирани у брдској класификацији, носио је тачкасту мајицу за лидера класификације јер је првопласирани Јонас Абрахамсен носио зелену мајицу за лидера класификације по поенима.[176] Такође, Мадуа је носио тачкасту мајицу на петој етапи, док је био трећепласирани у класификацији, јер је првопласирани Абрахамсен носио зелену мајицу за лидера класификације по поенима, а другопласирани Погачар жуту мајицу за лидера трке.[177]
- На етапама 12, 13 и 14, Јонас Абрахамсен, који је био другопласирани у брдској класификацији, носио је тачкасту мајицу за лидера класификације јер је првопласирани Тадеј Погачар носио жуту мајицу за лидера трке.[178] Од етапе 15 до етапе 19, Јонас Вингегор, који је био другопласирани у брдској класификацији, носио је тачкасту мајицу за лидера класификације јер је првопласирани Тадеј Погачар носио жуту мајицу за лидера трке.[179]

## Резултати
| жута мајица   | Означава побједника генералног пласмана                     | Тачкаста мајица | Означава побједника брдске класификације | Тамна зелена мајица | Означава побједника класификације по поенима         |
| Бијела мајица | Означава побједника класификације за најбољег младог возача |                 | Означава побједника тимске класификације |                     | Означава добитника награде за најагресивнијег возача |

### Генерални пласман
| Позиција | Возач                    | Тим                 | Вријеме     |
| -------- | ------------------------ | ------------------- | ----------- |
| 1.       | Тадеј Погачар (СЛО)      | УАЕ тим Емирејтс    | 83ч 38' 56" |
| 2.       | Јонас Вингегор (ДАН)     | Визма—лејз а бајк   | + 6' 17"    |
| 3.       | Ремко Евенепул (БЕЛ)     | Судал—Квик-степ     | + 9' 18     |
| 4.       | Жоао Алмеида (ПОР)       | УАЕ тим Емирејтс    | + 19' 03    |
| 5.       | Микел Ланда (ШПА)        | Судал—Квик-степ     | + 20' 06    |
| 6.       | Адам Јејтс (УК)          | УАЕ тим Емирејтс    | + 24' 07"   |
| 7.       | Карлос Родригез (ШПА)    | Инеос гренадирс     | + 25' 04"   |
| 8.       | Матео Јоргенсен (САД)    | Визма—лејз а бајк   | + 26' 34"   |
| 9.       | Дерек Џи (КАН)           | Израел—премијер тех | + 27' 21"   |
| 10.      | Сантијаго Буитраго (КОЛ) | Бахреин—викторијус  | + 29' 03"   |

### Класификација по поенима
| Позиција | Возач                  | Тим               | Поени |
| -------- | ---------------------- | ----------------- | ----- |
| 1.       | Бинијам Грмај (ЕРИ)    | Интермарше—ванти  | 387   |
| 2.       | Јаспер Филипсен (БЕЛ)  | Алпесин—декунинк  | 354   |
| 3.       | Брајан Кокар (ФРА)     | Кофидис           | 208   |
| 4.       | Тадеј Погачар (СЛО)    | УАЕ тим емирејтс  | 196   |
| 5.       | Ентони Тиржис (ФРА)    | Тотал енержис     | 180   |
| 6.       | Арно де Ли (БЕЛ)       | Лото—дестини      | 161   |
| 7.       | Ремко Евенепул (БЕЛ)   | Судал—Квик-степ   | 152   |
| 8.       | Ваут ван Арт (БЕЛ)     | Визма—лејз а бајк | 152   |
| 9.       | Јонас Абрахамсен (ДАН) | Уно—Х мобилити    | 149   |
| 10.      | Јонас Вингегор (ДАН)   | Визма—лејз а бајк | 136   |

### Брдска класификација
| Позиција | Возач                  | Тим                  | Поени |
| -------- | ---------------------- | -------------------- | ----- |
| 1.       | Ричард Карапаз (ЕКВ)   | ЕФ едукејшон—изипост | 127   |
| 2.       | Тадеј Погачар (СЛО)    | УАЕ тим Емирејтс     | 102   |
| 3.       | Јонас Вингегор (ДАН)   | Визма—лејз а бајк    | 70    |
| 4.       | Матео Јоргенсен (САД)  | Визма—лејз а бајк    | 54    |
| 5.       | Ремко Евенепул (БЕЛ)   | Судал—Квик-степ      | 50    |
| 6.       | Вилко Келдерман (ХОЛ)  | Визма—лејз а бајк    | 43    |
| 7.       | Ојер Лазкано (ШПА)     | Мовистар             | 41    |
| 8.       | Јонас Абрахамсен (ДАН) | Уно—Х мобилити       | 36    |
| 9.       | Енрик Мас (ШПА)        | Мовистар             | 33    |
| 10.      | Давид Году (ФРА)       | Групама—ФДЈ          | 30    |

### Класификација за најбољег младог возача
| Позиција | Возач                          | Тим                  | Вријеме      |
| -------- | ------------------------------ | -------------------- | ------------ |
| 1.       | Ремко Евенепул (БЕЛ)           | Судал—Квик-степ      | 83ч 48' 14"  |
| 2.       | Карлос Родригез (ШПА)          | Инеос гренадирс      | + 15' 46"    |
| 3.       | Матео Јоргенсен (САД)          | Визма—лејз а бајк    | + 17' 16"    |
| 4.       | Сантијаго Буитраго (КОЛ)       | Бахреин—викторијус   | + 19' 45"    |
| 5.       | Хавијер Ромо (ШПА)             | Мовистар             | + 1ч 33' 08" |
| 6.       | Илан ван Вилдер (БЕЛ)          | Судал—Квик-степ      | + 1ч 45' 12" |
| 7.       | Бен Хили (ИРС)                 | ЕФ едукејшон—изипост | + 1ч 46' 54" |
| 8.       | Жордан Жегат (ФРА)             | Тотал енержис        | + 1ч 53' 18" |
| 9.       | Тобијас Халанд Јоханесен (НОР) | Уно—Х мобилити       | + 2ч 12' 19" |
| 10.      | Оскар Онли (УК)                | ДСМ—фирмениш постнл  | + 2ч 32' 21" |

### Тимска класификација
| Позиција | Тим                  | вријеме      |
| -------- | -------------------- | ------------ |
| 1.       | УАЕ тим емирејтс     | 251ч 36' 43" |
| 2.       | Визма—лејз а бајк    | + 31' 51"    |
| 3.       | Судал—Квик-степ      | + 1ч 33' 06" |
| 4.       | Инеос гренадирс      | + 1ч 34' 05" |
| 5.       | Лидл—трек            | + 2ч 33' 49" |
| 6.       | Мовистар             | + 3ч 10' 06" |
| 7.       | Бахреин—викторијус   | + 3ч 38' 21" |
| 8.       | Ред бул—Бора–ханзго  | + 3ч 57' 23" |
| 9.       | Израел—премијер тех  | + 4ч 01' 23" |
| 10.      | ЕФ едукејшон—изипост | + 4ч 06' 54" |